# Kończyce (Domaniów)
Kończyce  (deutsch Kontschwitz, 1936–1945 Hohenlinde) ist ein Dorf in Niederschlesien. Der Ort liegt in der Landgemeinde Domaniów im Powiat Oławski in der polnischen Woiwodschaft Niederschlesien.

## Geographie

### Geographische Lage
Das Angerdorf Kończyce liegt drei Kilometer südwestlich vom Gemeindesitz Domaniów (Thomaskirch), ca. 18 südwestlich von der Kreisstadt Oława (Ohlau) und rund 37 Kilometer südlich der Woiwodschaftshauptstadt Breslau. Der Ort liegt in der Nizina Śląska (Schlesische Tiefebene) innerhalb der Równina Wrocławska (Breslauer Ebene).

### Nachbarorte
Nachbarorte von Kończyce sind im Südwesten Kojęcin (Baumgarten) und im Nordwesten Radoszkowice (Raduschkowitz).

## Geschichte
Der Ort wurde 1360 erstmals als Koyanczin erwähnt. Weitere Erwähnungen erfolgten 1358 als Coyanzindorf sowie 1388 als Cuntschicz.
Nach dem Ersten Schlesischen Krieg 1742 fiel Kontschwitz zusammen mit dem größten Teil Schlesiens an Preußen. 1783 zählte der Ort eine evangelische Schule, 12 Bauern-, 13 andere Stellen sowie 197 Einwohner.
Nach der Neugliederung Preußens gehörte die Landgemeinde Kontschwitz ab 1815 zur Provinz Schlesien und war ab 1816 dem Landkreis Ohlau eingegliedert. 1874 wurde der Amtsbezirk Kontschwitz gegründet, welcher die Landgemeinden Kontschwitz, Raduschkowitz und Thomaskirch umfasste. Erster Amtsvorsteher war der Gutsbesitzer Arnold in Kontschwitz. 1885 zählte der Ort 261 Einwohner.
1933 zählte Kontschwitz 299 Einwohner. Am 10. Dezember 1936 wurde der Ort in Hohenlinde umbenannt. 1939 zählte Hohenlinde 286 Einwohner. Bis 1945 befand sich der Ort im Landkreis Ohlau.
Als Folge des Zweiten Weltkriegs fiel Hohenlinde wie fast ganz Schlesien 1945 an Polen, wurde in Kończyce umbenannt und der Woiwodschaft Breslau angegliedert. Die deutsche Bevölkerung wurde, soweit sie nicht vorher geflohen war, weitgehend vertrieben. Die neu angesiedelten Bewohner waren zum Teil Heimatvertriebene aus Ostpolen. 1999 kam der Ort zum Powiat Oławski in der Woiwodschaft Niederschlesien.

## Sehenswürdigkeiten
- Steinerne Wegekapelle mit Marienstatue
- Erhaltene Fragmente des Gefallenendenkmals

## Persönlichkeiten
- Wilhelm Gimmler (1890–1963), Nachrichtenoffizier der deutschen Wehrmacht

## Vereine
- Freiwillige Feuerwehr OSP Kończyce